# ルイス・シャイナー
ルイス・シャイナー（Lewis Shiner、1950年 - ）は、アメリカ合衆国のSF作家、ファンタジー作家。オレゴン州ユージーン出身。
ウィリアム・ギブスンとの親交も厚く、サイバーパンクの作風を得意とした。シェアード・ワールド作品「ワイルド・カード」シリーズにも中心人物のひとりとして参加している。
世界幻想文学大賞を受賞した『グリンプス』は、ビートルズ、ドアーズ、ジミ・ヘンドリックス、ビーチボーイズなどロックの未完成曲をテーマとした作品で、一般読者の話題も呼んだ。

## 主な邦訳
- Deserted Cities of the Heart (1988) 　邦訳『うち捨てられし心の都』　友枝康子訳、早川書房〈ハヤカワ文庫〉、1990年。
- Glimpses (1993)　邦訳『グリンプス』　 小川隆訳、東京創元社〈創元SF文庫〉、1997年。 - 1994年度世界幻想文学大賞受賞　のちちくま文庫